# Christoph Karl von Schlippenbach
Christoph Karl von Schlippenbach (también: Christoff Carl , nacido el 1 de enero de 1624 en Courland , † 27 de noviembre de 1660 en el Mar Báltico ) fue un funcionario de la corte, político y diplomático sueco .

## Biografía
Christoph Karl von Schlippenbach era el hijo de Christoph von Schlippenbach a Salingen en Courland y Anna Maria von Manteuffel de la casa Katzdangen. En 1642, se convirtió en Hofjunker en el servicio Bengt Oxenstiernas , comenzó en 1643 una carrera militar y participó en campañas en Dinamarca y Alemania . En 1647 se convirtió en ayudante general de Carl Gustaf Wrangel . En 1649 se convirtió en Hofmarschall con el Conde Palatino Carlos X Gustavo y en 1653 el más alto copero y chambelán de la Reina Cristina de Suecia. en cuyo extraordinario favor se encontraba. Lideró las negociaciones entre los dos, cuyo resultado fue la transferencia de la Corona sueca en 1654 al conde Palatino.
El nuevo rey Carlos X Gustavo lo nombró jefe de cámara , lo elevó al estado de barón y conde y le otorgó el título de conde de Fahlköping. Luego fue enviado como legado a los tribunales electorales del Sacro Imperio Romano Germánico para informar sobre el cambio del trono en Suecia y para promover la posición de Suecia en el conflicto con Bremen . En 1656 fue enviado a Brandenburgo-Prusia como plenipotenciario . En el mismo año fue nombrado presidente de guerra, 1657 miembro del Consejo Imperial y 1660 presidente del Tribunal Wismar .
Christoph Karl von Schlippenbach firmó el Tratado de Oliva el 23 de abril de 1660 y luego fue embajador en Varsovia para una alianza más estrecha entre Polonia y Suecia. Sin embargo, después de abandonar Polonia, se ahogó en noviembre de 1660 durante un naufragio en el archipiélago entre Landsort y Elfsnabben en el mar Báltico. Fue enterrado en la Iglesia de Santa María en Szczecin .
Schlippenbach había venido en 1655 en posesión de la Oficina Wollin en Pomerania . Su viuda Helena Elisabeth von Praunfalk (también: Braunfalke), hija de los emigrantes de la fe protestante de Estiria Hanns Adam Freiherr von Praunfalk zu Neuhaus , y más tarde también su hijo Karl Friedrich von Schlippenbach vino en el siguiente tiempo tanto con el Elector de Brandeburgo como con el sueco Krone en larga disputa sobre la propiedad de los bienes